# Чонгарский сельский совет
Чонгарский сельский совет (укр. Чонгарська сільська рада) — административно-территориальная единица, расположенная на юге Херсонщины, входит в состав Генического района Херсонской области Украины. Депутатский корпус — 20 человек.
Население совета по переписи 2001 года — 3 097 человек.
Территория сельсовета занимает весь Чонгарский полуостров, который расположен на юге Херсонской области.
Административный центр сельского совета находится в
с. Чонгар
.
Адрес сельсовета: 75570, Херсонская обл., Генический р-н, с. Чонгар, ул. Гагарина, 20а

## Населённые пункты совета
В состав сельсовета входит 8 сёл:
- с. Чонгар — центр сельского Совета;
- с. Атамань
- пос. Зализничное
- с. Николаевка
- с. Новый Труд
- с. Поповка
- пос. Сиваш
- с. Черниговка

## История
- 1922 — дата образования.

## Положение, протяжённость и границы
Чонгар (в переводе с крымскотатарского языка — «цыган») — полуостров, ограниченный с трёх сторон заливом Азовского моря Сивашем или Гнилым морем, находится на юго-востоке Херсонской области. С материком он соединён тонкой полосой. С Крымским полуостровом соединён железнодорожным и автомобильным мостами. Его длина с запада на восток составляет 16 км, а с севера на юг — 23 км. Полуостров вытянут с северо-востока на юго-запад, и имеет в основном морские границы.

## Деление, почвы, климат
Чонгарский полуостров является частью Генического района Херсонской области, вся его территория расположена в границах Чонгарского сельского Совета, в который входят 6 сёл (Чонгар, Атамань, Николаевка, Новый Труд, Поповка, Черниговка) и 2 железнодорожных посёлка — Зализничное и Сиваш.
Почвы на полуострове представляют собой обширные степи, в основном они пригодны для сельскохозяйственных культур. Берега полуострова не пригодны для этих занятий и могут только использоваться для рекреационных мероприятий, так как залив Сиваш не глубокий, что способствует принятию морских ванн. Проблемой полуострова является изрядное засоление почв из-за большого количества солонцов и солончаков, а также артезианских скважин и колодцев.
Температура на полуострове чрезвычайно изменчива. Зима тёплая, средняя температура в это время года составляет −2° С. Редко, но встречаются сильные морозы до −20° С, которые непродолжительны, но сопровождаются сильными метелями и образуют снежные заносы на железнодорожных и автомобильных магистралях. Снежный покров долго не держится на почве из-за частых оттепелей.
Весна, как правило, наступает в марте, но сопровождаются заморозками, которые губят урожай фруктовых деревьев и бахчевых культур. Весна — это самый благоприятный период для путешествий по полуострову, дожди и грозы не часты. В начале мая начинается сильная жара, которая выжигает всю траву, она продолжается до конца сентября. Термометр часто показывает +35° С в тени и выше. Дождей практически не бывает, наступают такие периоды, когда дожди идут целую неделю, а потом месяц их вообще нет. Лето — это сезон морских ванн, в это время вода в Сиваше очень тёплая от +25° С и выше.
С первых дней августа ночи становятся прохладными. А в конце сентября наступает осень. Иногда она холодная, а бывает, что температура воздуха не опускается ниже +20° С весь октябрь. В ноябре начинаются холода, которые сопровождаются дождями со снегом и морозами, когда деревья сбрасывают свою ещё зелёную листву.

## Озёра и минеральные воды
На полуострове нет пресных озёр, встречаются только солёные прибрежные озёра и солончаки, которые летом пересыхают. Соль из них с древних времён использовали в пищу и в промышленных целях. Питьевую пресную воду добывают из глубоких артезианских скважин и колодцев, их глубина составляет от 90 метров. Из-за недостатка влаги для орошения почв создают канальные системы или арыки.

## Железнодорожное сообщение
Через полуостров, разрезая его на две равные части, проходит железнодорожная ветвь международного значения «Москва — Севастополь». На территории Чонгарского полуострова расположен перегон «Сиваш — Новоалексеевка», который включает следующие находящиеся там остановочные пункты:
- станция Сиваш
- платформа Чонгар
- Пл. 1334 км
- Пл. 1328 км
- Ост. п. Джимбулук
- ст. Сальково

## Автомобильное сообщение
Автомобильное сообщение развито хорошо. Все села полуострова соединены дорогами с твёрдым покрытием. Через полуостров параллельно железной дороге проходит автомобильная магистраль «Москва — Симферополь — Ялта», соединяющая Чонгар с Крымом через Сиваш Чонгарским мостом. Существуют автобусные маршруты, связывающие села полуострова с Геническом и Джанкоем.